# Banco Porcupine

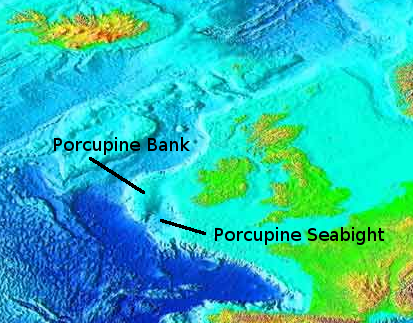
Batimetria do Atlântico Nordeste, com o Banco Porcupine e a Bacia Porcupine rotulados.

O Banco Porcupine é uma área elevada na plataforma irlandesa, a aproximadamente 200 quilômetros a oeste da Irlanda.  Está 200 metros abaixo do nível do mar no ponto mais alto dele. 

## Etimologia
O nome vem da descoberta do banco em 1862 pelo HMS Porcupine, um navio britânico com rodas de pás e vela usado principalmente para topografia.

## Significância biológica
As encostas norte e oeste do banco apresentam espécies de corais de água fria.